# Luca Münzenberger
Jan-Luca Münzenberger (* 24. November 2002 in Solingen) ist ein deutscher Eishockeyspieler, der seit Juli 2025 bei den Kölner Haien aus der Deutschen Eishockey Liga (DEL) unter Vertrag steht und dort auf der Position des Verteidigers spielt. Im NHL Entry Draft 2021 wurde Münzenberger in der dritten Runde an 90. Stelle von den Edmonton Oilers aus der National Hockey League (NHL) ausgewählt.

## Karriere

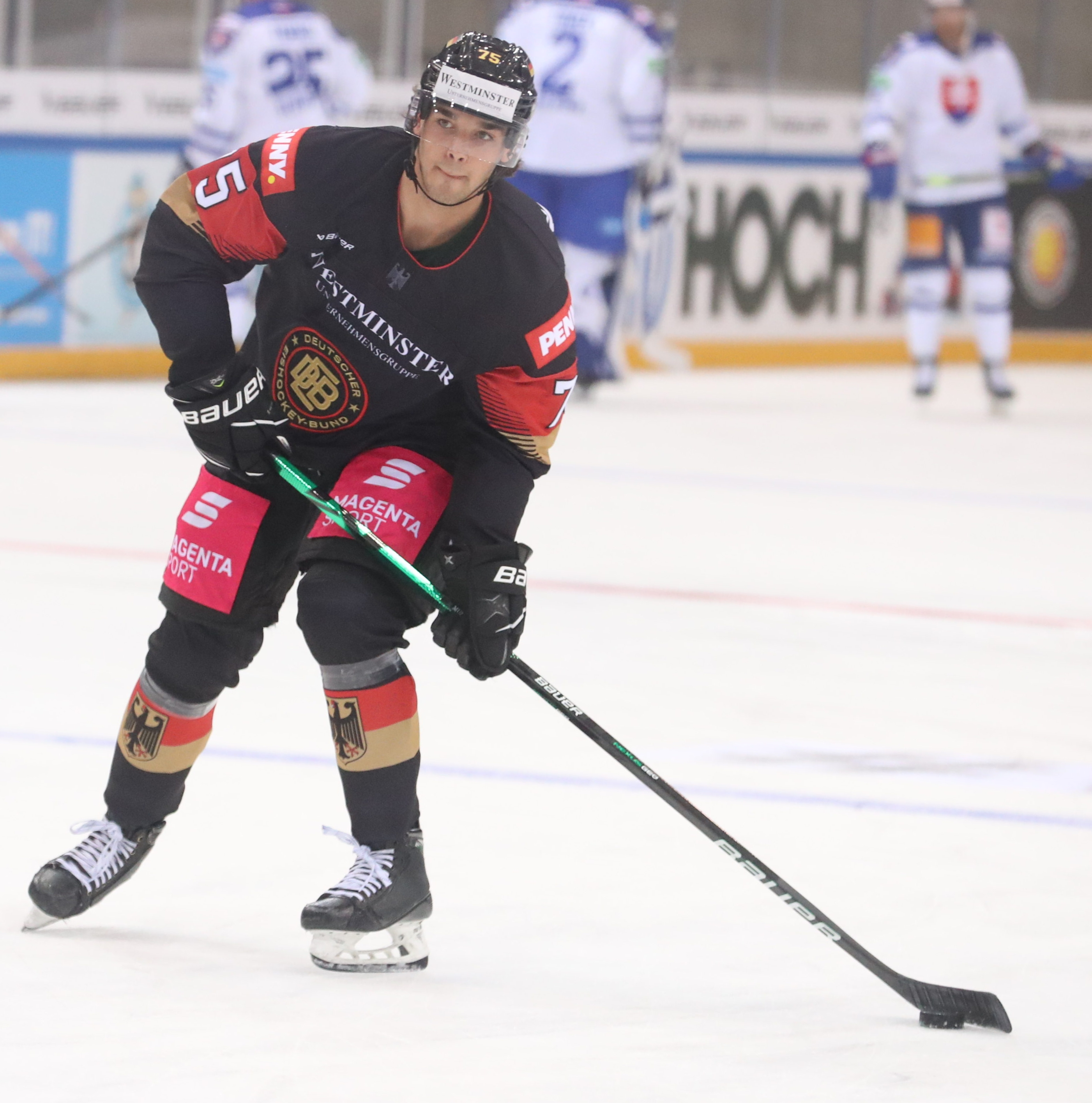
Münzenberger im Trikot der deutschen Nationalmannschaft (2022)

Münzenberger war bis zum Sommer 2013 bei den Junioren des EC Bergisch Land und EC Ratingen aktiv, ehe er in die Nachwuchsabteilung des Kölner EC wechselte. Dort durchlief der Verteidiger in den folgenden acht Jahren die Jugendmannschaften des Vereins von der U12 bis zur U20. Unter anderem spielte er in dieser Zeit in der Schüler-Bundesliga und Deutschen Nachwuchsliga (DNL) für die Junghaie. Bereits als 16-Jähriger kam das Talent in der Saison 2018/19 zu ersten Einsätzen in der U20-Mannschaft in der DNL, für die er bis zum Abbruch der durch die COVID-19-Pandemie geprägten Spielzeit 2020/21 aktiv war. In diesem Spieljahr fungierte er als Mannschaftskapitän der U20. Wenige Monate später wurde Münzenberger im NHL Entry Draft 2021 in der dritten Runde an 90. Stelle von den Edmonton Oilers aus der National Hockey League (NHL) ausgewählt.
Im Anschluss an den Draft wagte der Deutsche im Sommer 2021 den Sprung nach Nordamerika. Bereits im Dezember 2020 hatte er sich für das Sommersemester 2021 an der University of Vermont eingeschrieben und verfolgte dort in den folgenden vier Jahren ein Studium der Betriebswirtschaftslehre (Business Administration), das er mit dem Bachelor abschloss. Parallel lief der Abwehrspieler in diesem Zeitraum für die Eishockeymannschaft der Universität auf. Mit den sogenannten Catamounts war er in der Hockey East, einer Division im Spielbetrieb der National Collegiate Athletic Association (NCAA), aktiv. Im Sommer 2022 nahm er am saisonvorbereitenden Development Camp der Oilers teil. Über den Verlauf von vier Spielzeiten absolvierte Münzenberger über 120 Partien für das Team der Universität und erzielte dabei 23 Scorerpunkte. In der Saison 2024/25 konnte er mit zwölf Punkten seine gesamte Offensivausbeute der drei vorangegangenen Spieljahre übertreffen.
Nach dem erfolgreichen Abschluss des Studiums unterzeichnete Münzenberger im Juli 2025 einen Vertrag bei den Kölner Haien aus der Deutschen Eishockey Liga (DEL) und kehrte damit zu seinem Ausbildungsverein zurück.

### International
Auf internationaler Ebene kam Münzenberger bereits ab der Spielzeit 2018/19 für die Juniorennationalmannschaften des Deutschen Eishockey-Bundes zu Einsätzen. Aufgrund der COVID-19-Pandemie dauerte es allerdings bis zur U20-Junioren-Weltmeisterschaft 2021, ehe der Verteidiger sein erstes internationales Turnier absolvierte. In der Folge stand Münzenberger auch im Aufgebot der deutschen U20-Auswahl bei der U20-Junioren-Weltmeisterschaft 2022. Beide Turniere beendeten die Deutschen auf dem sechsten Rang. Inklusive des abgebrochenen Events der Weltmeisterschaft 2022 sammelte er in elf WM-Spielen insgesamt vier Scorerpunkte.
Im Rahmen des Deutschland Cup 2020 wurde Münzenberger in den Kader des deutschen U25-Perspektivteams für die Olympischen Winterspiele 2022 unter dem Namen Top Team Peking berufen. Sein Debüt in der A-Nationalmannschaft gab der Abwehrspieler im April 2022, als er von Bundestrainer Toni Söderholm erstmals in den Kader der A-Nationalmannschaft berufen wurde und die Vorbereitung auf die Weltmeisterschaft 2022 absolvierte, in der er sechsmal eingesetzt wurde. In der Vorbereitung auf die Welttitelkämpfe 2025 bestritt er unter Bundestrainer Harold Kreis zwei weitere Partien.

## Karrierestatistik
Stand: Ende der Saison 2024/25

### International
Vertrat Deutschland bei:
- U20-Junioren-Weltmeisterschaft 2021
- abgebr. U20-Junioren-Weltmeisterschaft 2022
- U20-Junioren-Weltmeisterschaft 2022

(Legende zur Spielerstatistik: Sp oder GP = absolvierte Spiele; T oder G = erzielte Tore; V oder A = erzielte Assists; Pkt oder Pts = erzielte Scorerpunkte; SM oder PIM = erhaltene Strafminuten; +/− = Plus/Minus-Bilanz; PP = erzielte Überzahltore; SH = erzielte Unterzahltore; GW = erzielte Siegtore; 1 Play-downs/Relegation; Kursiv: Statistik nicht vollständig)

## Familie
Münzenbergers Brüder sind die Zwillinge Marco und Noah (* 2005), die ebenfalls professionelle Eishockeyspieler sind. Beide wurden wie ihr Bruder beim Kölner EC ausgebildet und kamen im Verlauf der Saison 2024/25 zu ihrem Debüt im Profibereich – Marco bei den Kölner Haien in der Deutschen Eishockey Liga (DEL), Noah bei den Füchse Duisburg in der drittklassigen Oberliga.